# Le Lardin-Saint-Lazare
Le Lardin-Saint-Lazare är en kommun i departementet Dordogne i regionen Nouvelle-Aquitaine i sydvästra Frankrike. Kommunen ligger i kantonen Terrasson-Lavilledieu som tillhör arrondissementet Sarlat-la-Canéda. År 2022 hade Le Lardin-Saint-Lazare 1 666 invånare.

## Befolkningsutveckling
Antalet invånare i kommunen Le Lardin-Saint-Lazare
Referens:INSEE